# Campionati mondiali di nuoto in vasca corta 2010 - 200 metri misti maschili
Le qualifiche per la finale si sono svolte la mattina del 17 dicembre 2010, mentre la finale si è svolta la sera dello stesso giorno.

## Medagliere
| Posizione | Atleta       | Paese       |
| --------- | ------------ | ----------- |
| Oro       | Ryan Lochte  | Stati Uniti |
| Argento   | Markus Rogan | Austria     |
| Bronzo    | Tyler Clary  | Stati Uniti |

## Record
Prima della manifestazione il record del mondo (RM) e il record dei campionati (RC) erano i seguenti:
| Record mondiale       | 1:51.55 | Darian Townsend Sudafrica | 15 novembre 2009 Berlino, Germania     |
| Record dei campionati | 1:51.56 | Ryan Lochte Stati Uniti   | 11 aprile 2008 Manchester, Regno Unito |

Durante la competizione sono stati migliorati i seguenti record:
| Data             | Evento | Atleta      | Nazione     | Tempo   | Record                                  |
| ---------------- | ------ | ----------- | ----------- | ------- | --------------------------------------- |
| 17 dicembre 2010 | Finale | Ryan Lochte | Stati Uniti | 1:50.08 | Record dei campionati · Record mondiale |

## Risultati batterie
| Pos. | Batteria | Corsia | Atleta                         | Nazionalità          | Tempo       | Note        |
| ---- | -------- | ------ | ------------------------------ | -------------------- | ----------- | ----------- |
| 1    | 8        | 4      | Ryan Lochte                    | Stati Uniti          | 1:53.39     |             |
| 2    | 7        | 4      | Markus Rogan                   | Austria              | 1:53.66     |             |
| 3    | 7        | 3      | Henrique Rodrigues             | Brasile              | 1:53.96     |             |
| 4    | 8        | 5      | Tyler Clary                    | Stati Uniti          | 1:54.69     |             |
| 5    | 8        | 3      | Vytautas Janušaitis            | Lituania             | 1:54.80     |             |
| 6    | 8        | 1      | Kenneth To                     | Australia            | 1:54.88     |             |
| 7    | 6        | 5      | Dinko Jukić                    | Austria              | 1:55.14     |             |
| 8    | 6        | 2      | Tommaso D'Orsogna              | Australia            | 1:55.41     |             |
| 9    | 8        | 6      | Gal Nevo                       | Israele              | 1:55.43     |             |
| 10   | 7        | 5      | László Cseh                    | Ungheria             | 1:55.47     |             |
| 11   | 7        | 6      | Diogo Carvalho                 | Portogallo           | 1:55.87     |             |
| 12   | 6        | 8      | Chad le Clos                   | Sudafrica            | 1:56.00     |             |
| 13   | 7        | 1      | Bradley Ally                   | Barbados             | 1:56.11     |             |
| 14   | 5        | 6      | Takurō Fujii                   | Giappone             | 1:56.17     |             |
| 15   | 4        | 5      | Shaune Fraser                  | Isole Cayman         | 1:56.21     |             |
| 16   | 8        | 2      | Dávid Verrasztó                | Ungheria             | 1:56.29     |             |
| 17   | 7        | 7      | Omar Pinzón                    | Colombia             | 1:56.35     |             |
| 18   | 8        | 7      | Simon Sjoedin                  | Svezia               | 1:56.36     |             |
| 19   | 6        | 7      | Marcin Cieślak                 | Polonia              | 1:56.59     |             |
| 20   | 6        | 6      | Aleksandr Tichonov             | Russia               | 1:57.27     |             |
| 21   | 7        | 2      | Federico Turrini               | Italia               | 1:57.39     |             |
| 22   | 6        | 3      | Lukasz Wojt                    | Polonia              | 1:57.44     |             |
| 24   | 5        | 4      | Pavel Sankovič                 | Bielorussia          | 1:58.01     |             |
| 25   | 8        | 8      | Diogo Yabe                     | Brasile              | 1:58.36     |             |
| 26   | 6        | 1      | Tomáš Fucík                    | Rep. Ceca            | 1:58.54     |             |
| 27   | 4        | 3      | Aleksey Derlyugov              | Uzbekistan           | 1:58.69     |             |
| 28   | 7        | 8      | Raphael Stacchiotti            | Lussemburgo          | 1:59.13     |             |
| 29   | 1        | 5      | Chaosheng Huang                | Cina                 | 1:59.23     |             |
| 30   | 1        | 3      | Chengxiang Wang                | Cina                 | 1:59.76     |             |
| 31   | 5        | 3      | Alexander Broberg Skeltved     | Norvegia             | 2:00.61     |             |
| 32   | 5        | 8      | Vasilii Danilov                | Kirghizistan         | 2:01.94     |             |
| 33   | 5        | 7      | Saeed Malekae Ashtiani         | Iran                 | 2:02.74     |             |
| 34   | 3        | 4      | Andres Montoya                 | Colombia             | 2:02.82     |             |
| 35   | 3        | 3      | Jean Luis Apolinar Gomez Nuñez | Rep. Dominicana      | 2:03.17     |             |
| 36   | 5        | 1      | Ensar Hajder                   | Bosnia ed Erzegovina | 2:03.31     |             |
| 37   | 4        | 2      | Dmitriy Shvetsov               | Uzbekistan           | 2:03.64     |             |
| 38   | 4        | 1      | Kevin Kam Yin Chu              | Hong Kong            | 2:04.44     |             |
| 39   | 5        | 5      | Pedro Miguel Pinotes           | Angola               | 2:05.20     |             |
| 40   | 2        | 5      | Jourdy Martis                  | Antille Olandesi     | 2:06.93     |             |
| 41   | 3        | 5      | Giorgi Mtvralashvili           | Georgia              | 2:07.13     |             |
| 42   | 3        | 1      | Nicholas James                 | Zimbabwe             | 2:07.60     |             |
| 43   | 4        | 6      | Edvin Angjeli                  | Albania              | 2:07.88     |             |
| 44   | 4        | 7      | Obaid Aljasmi                  | Emirati Arabi Uniti  | 2:08.64     |             |
| 45   | 4        | 4      | Yousef Alaskari                | Kuwait               | 2:08.78     |             |
| 46   | 3        | 2      | Quinton Delie                  | Namibia              | 2:09.77     |             |
| 47   | 3        | 7      | Colin Bensadon                 | Gibilterra           | 2:11.50     |             |
| 48   | 3        | 6      | Loai Abdulwahid A Tashkandi    | Arabia Saudita       | 2:12.57     |             |
| 49   | 3        | 8      | Kit Chou                       | Macao                | 2:13.32     |             |
| 50   | 2        | 4      | James Sanderson                | Gibilterra           | 2:15.03     |             |
| 51   | 4        | 8      | Al Kaabi Ali                   | Emirati Arabi Uniti  | 2:15.31     |             |
| 52   | 2        | 3      | Nisar Ahmed                    | Pakistan             | 2:20.53     |             |
| 53   | 2        | 7      | Ahmed Atari                    | Qatar                | 2:25.29     |             |
| 54   | 2        | 2      | Hamdan Iqbal Bayusuf           | Kenya                | 2:25.44     |             |
|      | 1        | 4      | Kouassi Franck Olivier Brou    | Costa d'Avorio       | Non partito | Non partito |
|      | 2        | 6      | Tano Pierre Claver Atta        | Costa d'Avorio       | Non partito | Non partito |
|      | 6        | 4      | Markus Deibler                 | Germania             | Non partito | Non partito |

## Finale
| Pos. | Corsia | Atleta              | Nazionalità | Tempo   | Note            |
| ---- | ------ | ------------------- | ----------- | ------- | --------------- |
|      | 4      | Ryan Lochte         | Stati Uniti | 1:50.08 | Record mondiale |
|      | 5      | Markus Rogan        | Austria     | 1:52.90 |                 |
|      | 6      | Tyler Clary         | Stati Uniti | 1:53.56 |                 |
| 4    | 3      | Henrique Rodrigues  | Brasile     | 1:54.20 |                 |
| 5    | 2      | Vytautas Janušaitis | Lituania    | 1:54.79 |                 |
| 6    | 7      | Kenneth To          | Australia   | 1:55.64 |                 |
| 7    | 1      | Dinko Jukić         | Austria     | 1:56.51 |                 |
| 8    | 8      | Tommaso D'Orsogna   | Australia   | 1:57.12 |                 |